# RHYTHM RED BEAT BLACK
「RHYTHM RED BEAT BLACK」（リズム・レッド・ビート・ブラック）は、TMNの23枚目のシングル。

## 音楽性

### RHYTHM RED BEAT BLACK
ハウス食品『O'ZACK』のイメージソングとして、アルバム『RHYTHM RED』よりシングルカットされた楽曲。テイク自体はアルバム収録版と同じであり、シングルカットによって、リミックスやリアレンジ、再録音は行われていない。
コンセプトは『退廃・デカダンス・世紀末・終末のパーティを示すダンスチューン』とし、ハウス・グラウンド・ビートの音を基本にしている。トーキング・モジュレーターが担当するパートを聴き所にしている。方法としては、葛城哲哉がギターにトーキング・モジュレーターを取り付けて演奏した音源を細切れに編集してシンクラヴィアに録音したものを小室が演奏するという手法を用いている。
ジョージ・クリントンの来日公演時のパフォーマンスを参考にした。
木根尚登曰く「小室が『今までの16ビートのノリも1曲は欲しい。それらが作れなかったらどうしよう』と不安がっていたが、『こういうのだったらいつでも作れる』と安心していた。ハードな曲ばかり作っていたから自分で確認したかったんだと思う」と話し、小室は「もし『RHYTHM RED』にハードロックの要素が無かったら、本作をリードシングルにしてグラウンド・ビートを掘り下げたアルバムになっていた」と振り返っている。

### DREAMS OF CHRISTMAS
NTT『ポケットベル』のCMソングにされた。
各パートはハモンドオルガン・ピアノ・アコースティック・ギター2本・鈴・トライアングル・チューブラーベルで構成されている。シンクラヴィアでバックトラックを録音した後、歌入れを行った。レコーディングは1日で済み、その翌日にミキシングを終えた。
宇都宮隆だけでなく、メンバーの木根や小室、サポートメンバーの葛城哲哉もリードボーカルを担当している。なお、この楽曲が作られた経緯としてはカップリング曲が表題曲のインストゥルメンタルだと寂しいからという理由であった。レコーディングの際に宇都宮が『TM NETWORK RHYTHM RED TMN TOUR』で喉を痛めてしまった為に、声の調子が悪くフルコーラス歌えなかったため、他のメンバーも加わった。なお1Aメロは宇都宮、1Bメロは小室、2Aメロは木根、2Bメロは葛城がそれぞれ担当しており、サビは4人全員が担当している。
Aメロは木根、Bメロ・サビは小室が分業で作曲した。
サビのコーラスをラジオで聴いた山下達郎に褒められた。

## 収録曲
| 全編曲: 小室哲哉。 |                           |           |                    |       |
| #                  | タイトル                  | 作詞      | 作曲               | 時間  |
| 1.                 | 「RHYTHM RED BEAT BLACK」 | 坂元裕二  | 小室哲哉           | 6:05  |
| 2.                 | 「DREAMS OF CHRISTMAS」   | 小室哲哉  | 木根尚登・小室哲哉 | 6:36  |
| 合計時間:          | 合計時間:                 | 合計時間: | 合計時間:          | 12:41 |

## 収録作品
RHYTHM RED BEAT BLACK
- RHYTHM RED
- TMN CLASSIX 1 (house sample foods mix)
- TETSUYA KOMURO PRESENTS TMN BLACK
- TMN final live LAST GROOVE 5.19 (ライブバージョン)
- TIME CAPSULE all the singles
- STAR BOX
- BEST TRACKS 〜A message to the next generation〜
- TM NETWORK THE SINGLES 2
- TM NETWORK ORIGINAL SINGLES 1984-1999
- TM NETWORK ORIGINAL SINGLE BACK TRACKS 1984-1999 (オリジナル・カラオケ)
- Gift from Fanks M
- LIVE HISTORIA T 〜TM NETWORK Live Sound Collection 1984-2015〜　(ライブバージョン)
- LIVE HISTORIA M 〜TM NETWORK Live Sound Collection 1984-2015〜　(ライブバージョン)

DREAMS OF CHRISTMAS
- WILD HEAVEN ('91 NY MIX)
- Welcome to the FANKS! (オリジナルと'91 NY MIXを収録)
- TM NETWORK THE SINGLES 2 (初回限定盤のみ付属のDisc 2に'91 NY MIXが収録)
- TM NETWORK ORIGINAL SINGLES 1984-1999
- TM NETWORK ORIGINAL SINGLE BACK TRACKS 1984-1999 (オリジナル・カラオケ)

## 参加ミュージシャン
- DREAMS OF CHRISTMAS
  - 木根尚登 - アコースティック・ギター、パーカッション、ボーカル
  - 葛城哲哉 - アコースティック・ギター、パーカッション、ボーカル
  - 小室哲哉 - アコースティック・ピアノ、ハモンド・オルガン、チューブラーベル、ボーカル
  - 阿部薫 - パーカッション
  - 秋葉淳 - シンクラヴィア
  - 宇都宮隆 - ボーカル

## カバー
| 楽曲                | 発売日         | アーティスト | 収録作品        | 備考 | 出典 |
| ------------------- | -------------- | ------------ | --------------- | ---- | ---- |
| DREAMS OF CHRISTMAS | 2003年12月10日 | KEIKO        | シングル『KCO』 |      |      |